# Męczennicy z Almerii
Męczennicy z Almerii (zm. 1936 w Almerii) – grupa 2 biskupów i siedmiu hiszpańskich braci szkolnych, męczenników, ofiar prześladowań antykatolickich w Hiszpanii okresu hiszpańskiej wojny domowej, zamordowanych z nienawiści do wiary (łac) odium fidei i beatyfikowanych przez papieża Jana Pawła II.

## Geneza męczeństwa
Narastające konflikty społeczne na początku lat trzydziestych w Hiszpanii doprowadziły do fali prześladowań Kościoła katolickiego, która, włączając okres wojny domowej, pociągnęła za sobą liczne ofiary. W okresie tym zamordowano 12 biskupów, 4194 księży, 2365 zakonników, 283 zakonnice i setki tysięcy wiernych, a zniszczeniu uległo ponad 2 tys. świątyń. W samym rejonie Walencji całkowitemu zniszczeniu uległo 800 kościołów, a 1500 uległo dewastacji. Grupę błogosławionych biskupów i zakonników w męczeństwie połączyło wyznanie katolickie, a także miejsce śmierci z którym wcześniej połączyła ich działalność duszpasterska i apostolat. Aresztowani biskupi spotkali uwięzionych lasalianów we więzieniu. Grupa zakonników trafiła tam po aresztowaniu 22 lipca 1936 roku wprost z Kolegium Św. Józefa w Almerii gdzie pracowali jako katecheci i nauczyciele. Męczennicy zginęli, ponieważ w oczach oprawców symbolizowali Kościół katolicki.

## Lista błogosławionych
- bp Dydak Ventaja Milan, Diego Ventaja Milan (22 lipca 1880 w Ohanes – w nocy z 29 na 30 sierpnia 1936)[3]
- bp Emanuel Medina Olmos, Manuel Medina Olmos (9 sierpnia 1869 na zamku Lanteira – w nocy z 29 na 30 sierpnia 1936)[3]
- br. Edmigiusz, Izydor Primo Rodriguez (4 kwietnia 1881 w Adalii – w nocy z 30 na 31 sierpnia 1936)[5]
- br. Amaliusz, Just Zariquiegui Mendoza (6 sierpnia 1886 w Salinas de Oro – w nocy z 30 na 31 sierpnia 1936)[5]
- br. Waleriusz Bernard, Marcjan Herrero Martinez (9 lipca 1909 w Porquera de los Infantes[6] – w nocy z 30 na 31 sierpnia 1936)[5]
- br. Teodomir Joachim, Adrian Sainz (8 września 1907 w Puentedey – 8 września 1936)[5]
- br. Ewencjusz Ryszard, Euzebiusz Alonso Uyarra (5 marca 1907 w Viloria de Rioja – 8 września 1936)[5]
- br. Aureliusz Maria, Benwenut Villalon Acebron – dyrektor kolegium[4] (22 marca 1880 w Zafra de Záncara – w nocy z 12 na 13 września 1936)[5]
- br. Józef Cecyliusz, Bonifacy Rodriguez Gonzales (14 marca 1885 w La Molina de Ubierna – w nocy z 12 na 13 września 1936)[5]

## Beatyfikacja i dzień obchodów
Proces beatyfikacyjny podjęty został w 1954 roku w Almerii i zakończony 10 października 1993 dokonaniem beatyfikacji przez Jana Pawła II na Placu Świętego Piotra, w Watykanie. Wspominani są 30 sierpnia, a bracia szkolni także 16 listopada.